# Santíssimo
Santíssimo és un barri de classe mitjana i mitjana-baixa de la Zona Oest de Rio de Janeiro. El seu IDH, l'any 2000, era de 0,780, el 101 entre 126 barris analitzats en el municipi de Rio i un dels més baixos. Localitzat entre els barris de Campo Grande i Bangu, la seva població estimada el 2010 era de 41.458 habitants. Els barris que fan frontera amb Santíssimo són: Senador Camará, Senador Vasconcelos, Bangu i Campo Grande.

## Història
La localitat era travessada per la carretera reial de Santa Cruz. Hi havia l'Engenho do Lameirão, de Manuel Suzano, amb la seva capella de Nossa Senhora de la Conceição del Lameirão, el temple més important del voltant. El 1750, la capella va tenir permís per a mantenir en “Sacrário” el Santíssim Sagrament i, per a això, va ser creada l'Irmandade do Santíssimo. Aquest esdeveniment va passar a designar com a Santíssimo tota la regió situada entre Bangu i Campo Grande i batejaria l'actual barri. Santíssimo era pròsper en l'època en què Rio exportava taronges a l'exterior. Amb el final del període rural en la ciutat del Rio, Santíssimo va quedar relegat a un barri merament dormitori o un barri de pas cap a les zones més llunyanes de la ciutat, rumb a la zona oest.
Actualment el barri pateix un augment creixent de la seva població de forma desordenada. Santíssimo té una àrea bastant accidentada, formada per morros i petites valls. Enclavat enmig del Parc Estadual de la Pedra Blanca, el barri és, llavors, més un exemple del creixement de l'ocupació desordenada de l'espai urbà. Aquesta ocupació desordenada aliada a un acompanyament feble per part del govern, va fer amb que el barri creixés amb una infraestructura feble o inexistent en diversos sectors. Prop de 9,84 % dels domicilis dels residents del barri estan localitzats sota de la línia de la pobresa.
En 22 de Juny de 2014 va ser inaugurat en el barri el viaducte Marcello Alencar. L'obra, va eliminat el pas a nivell feta per la línia fèrria, i va ajudar a drenar el tràfic cap a l'Avinguda Brasil, aconseguint una millor connexió amb l'Avinguda Santa Cruz a més de servir com a ruta alternativa als camions que actualment van pel centre de Campo Grande.

## L'estació de tren
Amb la implantació de la carretera Rio-Sao Paulo, actual avinguda de Santa Cruz, i l'arribada de la línia fèrria, va ser inaugurada, el 1890, l'estació Coqueiro, nom d'una hisenda local, per escurçar la distància de més de 10 km entre les ja existents estacions de Bangu i Campo Grande. Més tard, va ser rebatejada com a Estació Santíssimo, avui part dels trens urbans de la SuperVia. L'estació actualment compta amb una plataforma només, amb dos sentits: Santa Cruz i Central do Brasil, i rep una mitjana de 3.300 passatgers en dies feiners.

## Distàncies
| Santíssimo          | km       |
| ------------------- | -------- |
| Campo Grande        | 5,37 km  |
| Bangu               | 5,93 km  |
| Senador Camará      | 3,82 km  |
| Senador Vasconcelos | 2,25 km  |
| Centre              | 35,86 km |